# 北辰东路
39°59′59″N 116°24′01″E / 39.99984000000001°N 116.4002451°E
北辰东路位于北京市朝阳区，是一条城市主干道。

## 简介
北辰东路南起北四环北辰东桥，北至科荟路与奥林东路相接，相加总长4.14千米。设计为双向六车道，机动车道和非机动车道之间设有隔离带。道路西侧是奥林匹克公园，因此也是奥运工程之一。北辰东路将设置隧道南延至奥体商务区。